# Sinjaeviella
Sinjaeviella is een geslacht van vlinders uit de familie van de Houtboorders (Cossidae). De wetenschappelijke naam en de beschrijving van dit geslacht werden voor het eerst in 2009 gepubliceerd door Roman Viktorovitsj Jakovlev.
De soorten van dit geslacht komen voor in tropisch Afrika.

## Soorten
- S. elegantissima Yakovlev, 2009
- S. renatae Yakovlev, 2011